# تل دراز (لوداب)
تل دراز (بالفارسية: تل‌دراز) هي قرية تقع في إيران في قسم لوداب الريفي. يقدر عدد سكانها بـ 438 نسمة بحسب إحصاء 2016.